# Cristián Morales
Cristian Morales González (Antofagasta, Chile, 23 de abril de 1989) es un futbolista chileno. Jugó como delantero en Antofagasta de la Primera División de Chile en 2010 jugó en Municipal Mejillones y actualmente retirado del fútbol profesional.

## Clubes
| Club                 | País  | Año         |
| -------------------- | ----- | ----------- |
| Deportes Antofagasta | Chile | 2007 - 2009 |
| Mejillones           | Chile | 2010        |
| Colchagua            | Chile | 2011        |

- Datos: Q5791614